# SD – Kolejová doprava

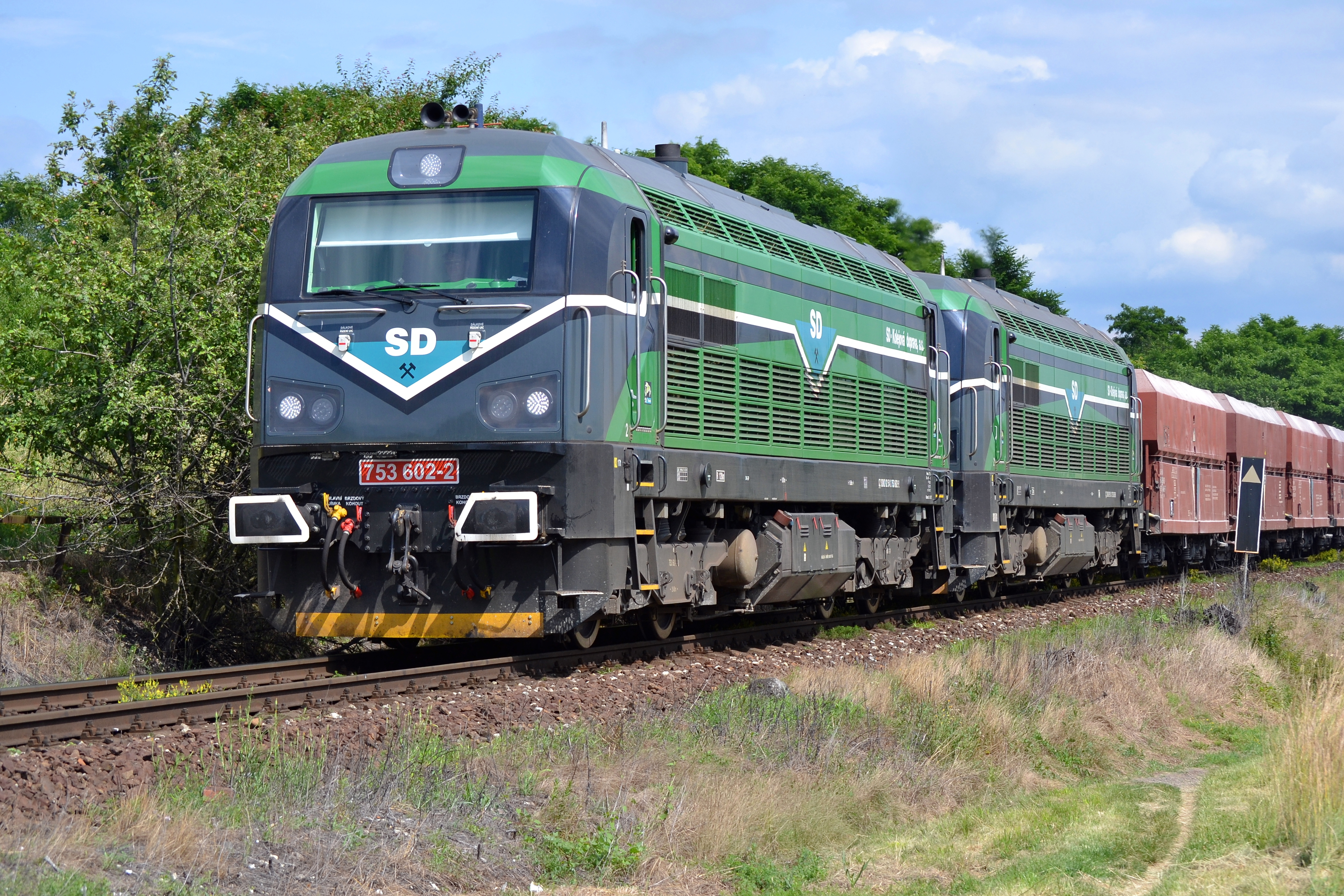
Lokomotiva řady 753.6 SDKD táhne vlak s vápencem

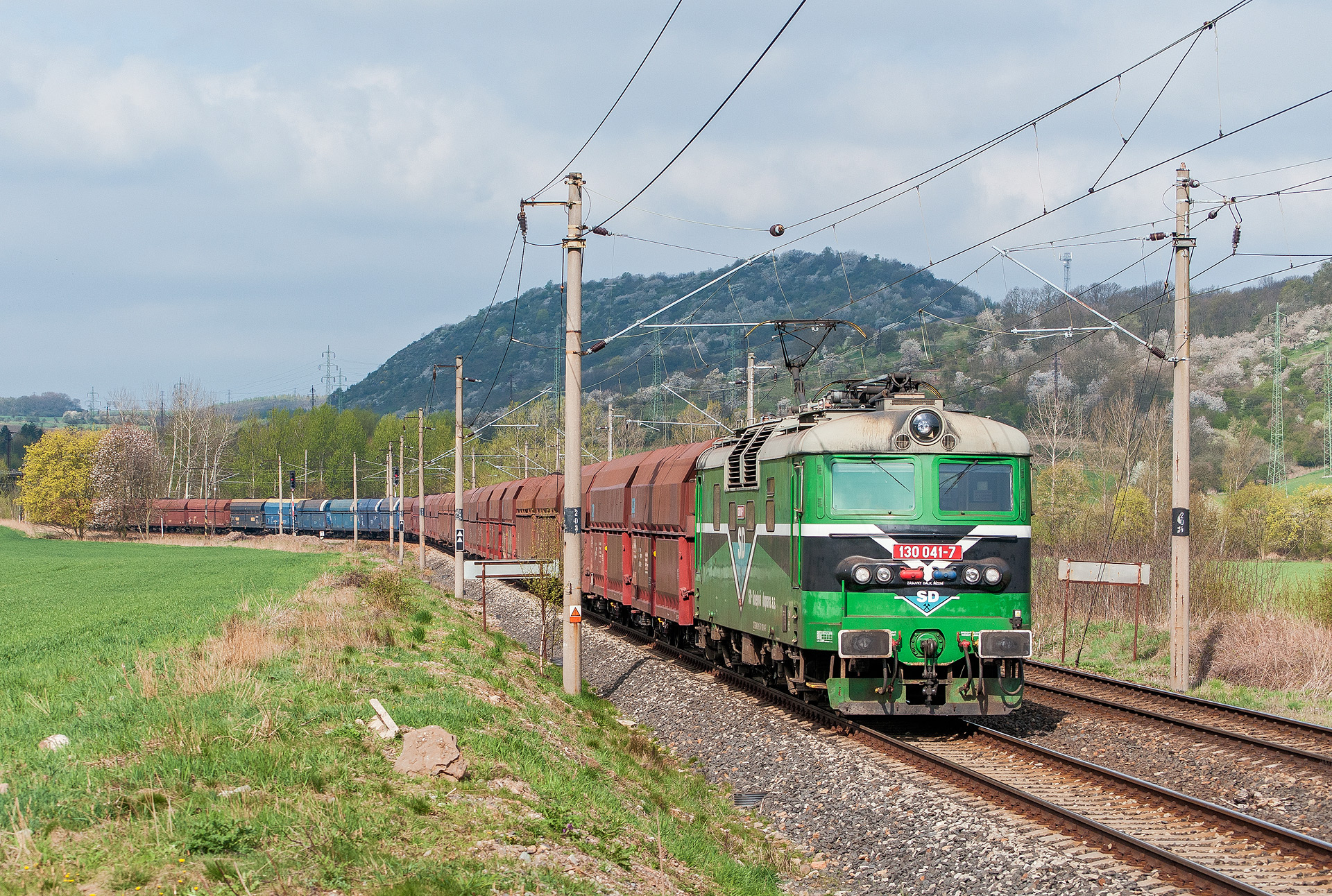
130.041 s uhlím pro Elektrárnu Mělník

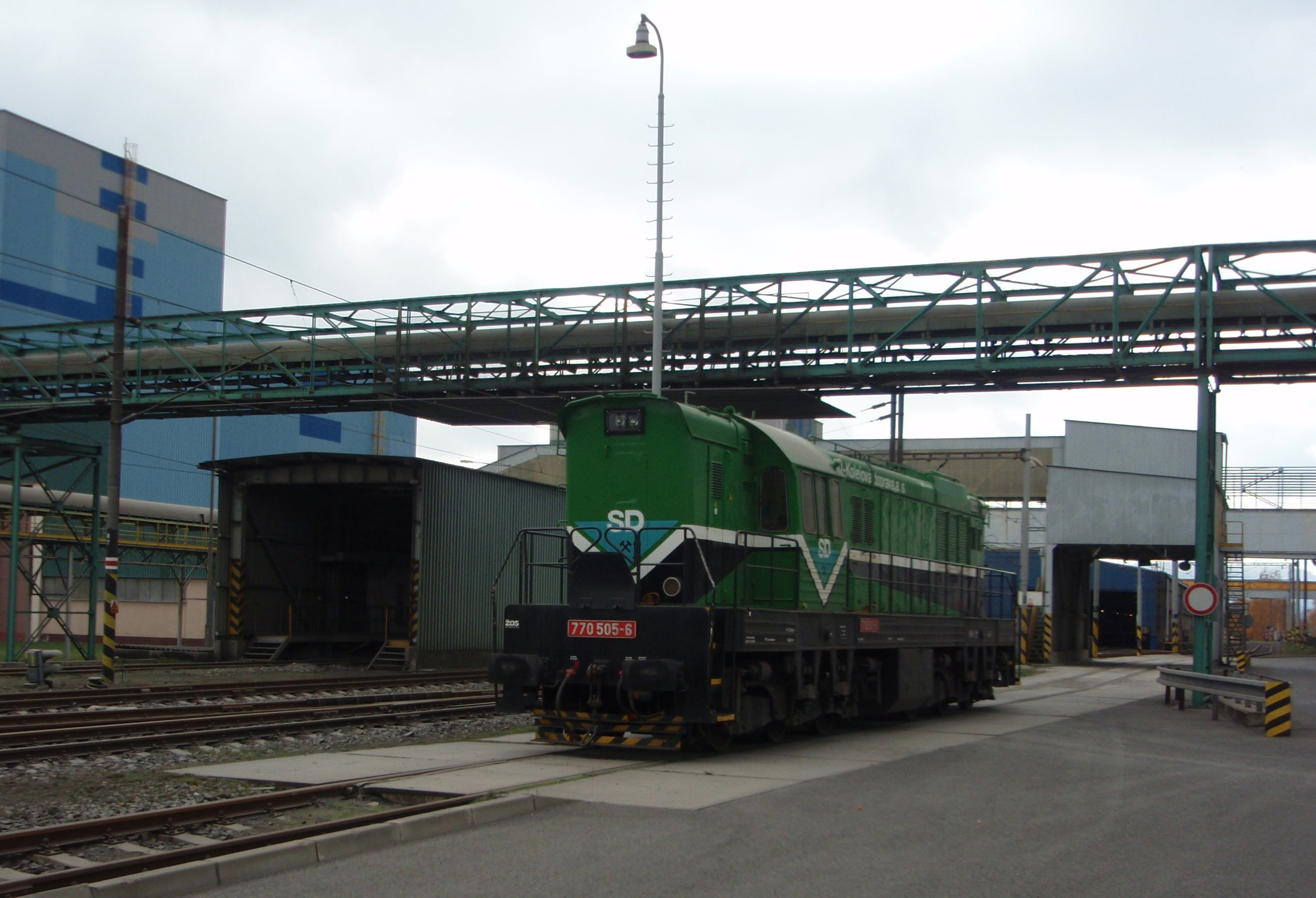
Lokomotiva 770.505 v barvách SDKD

SD – Kolejová doprava, a.s. (VKM: SDKD), dceřiná společnost Severočeských dolů a.s., je český železniční dopravce, provozující železniční nákladní dopravu především na vlečkách, ale též na síti Správy železnic. Společnost je zároveň provozovatelem dráhy na některých vlečkách. Sídlem společnosti jsou Tušimice, k 31. červenci 2013 měla 591 zaměstnanců.

## Historie
Společnost vznikla zápisem do obchodního rejstříku dne 7. listopadu 2001. Jejím zakladatelem a jediným akcionářem je důlní společnost Severočeské doly, která do nově vzniklé společnosti vyčlenila své železniční aktivity.

## Provozy
Železniční doprava je společností SDKD zajišťována ve dvou provozech: Ledvice a Tušimice.

### Ledvice
Provoz Ledvice má na starosti především posun s uhelnými soupravami v úpravně uhlí Ledvice. To znamená přístavbu prázdných vozů k nakládce, posun při nakládce pod násypkami a odsun naložených souprav od násypek na odjezdové koleje. Pro tento účel jsou v tomto provozu využívány pouze lokomotivy nezávislé trakce. Dále je zajišťován provoz na vlečce elektrárny Ledvice.

### Tušimice
Tento provoz má na starosti nejen posun, ale i vozbu vlaků. Základem posunovací služby je podobně jako v Ledvicích servis při nakládce uhlí na úpravně uhlí Tušimice. Zároveň pak společnost zabezpečuje vozbu vlaků mezi Tušimicemi a stanicí Březno u Chomutova na síti Správy železnic a přepravu uhlí pro elektrárny Prunéřov po tzv. Kadaňsko-tušimické dráze. Zároveň dopravuje soupravy s vápencem pro odsíření elektrárny Tušimice II, samotné energetické uhlí je pak do této elektrárny přepravováno pomocí pásových dopravníků. Od dubna 2004 společnost zajišťuje též provozování drážní dopravy na vlečce elektráren Prunéřov, které bylo převzato od společnosti OKD, Doprava. Traťové koleje z Tušimic do Prunéřova i Března jsou elektrizovány, takže v traťové službě zde SDKD nasazuje elektrické lokomotivy. Dieselové lokomotivy jsou pak provozovány pro posun, neboť ne všechny koleje na provozovaných vlečkách jsou elektrizovány.
Kromě výše jmenovaného jezdí místní lokomotivy i na jiných výkonech po tratích Správy železnic, po boku firmy ČD Cargo tak vozí ledvické uhlí do Elektrárny Mělník, zajíždí do Berouna pro vlaky se štěrkem a vápencem aj.

## Park vozidel

### Lokomotivy
Pro posun v obou provozech jsou určeny motorové lokomotivy těchto řad:
- 740 – 1 kus
- 741.7 – 2 kusy
- 721 – 1 kus
- 770 – 2 kusy
- 704 – 3 kusy, z toho dvě lokomotivy byly remotorizovány s použitím motoru Caterpillar 3406 DI-TA[2]
- 724 – 1 kus (vznikl remotorizací lokomotivy řady 740 s použitím motoru Caterpillar 3412 E DI-TA)[3]
- 744 – 2 kusy (vznikl remotorizací lokomotivy řady 740 s použitím motoru Caterpillar 3508 DI-TA)[4]
- 753.6 – 4 kusy [5]

Dále jsou provozovány elektrické lokomotivy následujících řad:
- 130 – některé lokomotivy jsou majetkem SDKD, zbývající jsou pronajaty od mateřských Severočeských dolů, některé lokomotivy této řady měl od SDKD naopak pronajaté dopravce Viamont[6] a z těchto lokomotiv byla dokonce jedna lokomotiva provozována v Polsku dopravcem Transoda.[7]
- 184 – 4 kusy
- 114 – 4 kusy ve zkušebním provozu, v roce 2014 odstaveny a prodány

### Železniční vozy
Základem parku železničních vozů jsou samovýsypné vozy řady Falls (Wap), kterými je zabezpečován návoz uhlí do elektráren Prunéřov a Mělník. Kvůli nedostatku vlastních vozů si firma často pronajímá i vozy stejné řady od ostatních provozovatelů. Dále společnost vlastní po několika kusech další vozy pro různé účely.